# Musée du tissage et de la soierie
 (mars 2021).
Le Musée du tissage et de la soierie - espace Pierre Berchoux est un musée français situé dans la commune de Bussières, département de la Loire, en région Auvergne-Rhône-Alpes. Installé dans une ancienne usine de soierie, le musée conserve et valorise un patrimoine textile caractéristique de sa région.

## Historique
À Bussières et aux alentours, on tisse depuis le Moyen Âge, d’abord le chanvre puis le lin.
Après les révoltes des Canuts en 1831 et 1834, les donneurs d'ordres lyonnais se tournent vers la campagne pour y trouver une main-d'œuvre déjà qualifiée. De cette façon la soierie se développe à Bussières et dans les Montagnes du Matin (Monts du Lyonnais côté Loire) où il existe déjà un savoir-faire incontestable. C’est l’ère des tisseurs à domicile, travailleurs possédant un ou plusieurs métiers au sein de leur habitation. Les paysans-tisseurs subsistent également, alternant travail de la terre et tissage.
Les années 20 et d'après-guerre correspondent à des périodes fastes du textile. Dans presque toutes les maisons battent des métiers. De 1894 à 1911, trois usines voient le jour : les mentalités évoluent, la population de Bussières augmente. En 1911, c'est l'arrivée de l'électricité : les métiers mécaniques apparaissent et remplacent petit à petit les métiers à bras. Le nombre d'usines augmente.
À partir des années 60, les crises successives dans l’industrie conduisent à la fermeture de nombreux ateliers. Dans ce contexte, des tisseurs bénévoles s'unissent afin de sauvegarder ce patrimoine textile et créent un musée en 1977 dans un ancien atelier loué par la commune.
Au fil du temps la collection s'agrandit et l'atelier devient trop petit. En 1993, la municipalité achète l'ancienne usine Braud, dans laquelle le musée s'installera en 1998.

## Collections
Les collections du musée rassemblent essentiellement des métiers à tisser et autres matériels textiles (navettes, mécaniques, cartons perforés…) et comptent plusieurs milliers de pièces.
L'exposition permanente présente une première partie sur l'histoire du tissage dans la région et son actualité. Aujourd'hui, une dizaine d'entreprises textiles sont présentes sur son territoire, la plupart travaillant pour le luxe (Haute-Couture, ameublement de luxe) ou les tissus techniques. Sont également abordés le ver à soie et la sériciculture. Une bassine à filer explique le dévidage des cocons. Le musée développe un élevage de vers à soie chaque année entre mai et août.
Le seconde partie concerne les métiers à tisser. Actuellement, neuf métiers sont conservés et mis en fonctionnement, retraçant l'évolution du tissage de 1800 à nos jours :
- Métier à bras Jacquard (1850)
- Métier Bruyère-Banzet (1929)
- Métier Béridot (années 1920) tissant du velours
- Métier Diederichs (1925) produisant du tissu pour cravate
- Métier Diederichs (début XXe siècle) produisant du tissu éponge
- Métier Diederichs équipé d'un battant brocheur (années 1930) pour réaliser du tissu broché (brodé)
- Métier grande largeur Diederichs (années 1960) tissant du voilage
- Métier à lances Dornier (1974)
- Métier à jets d'air Tsudakoma (2000)

## Galerie

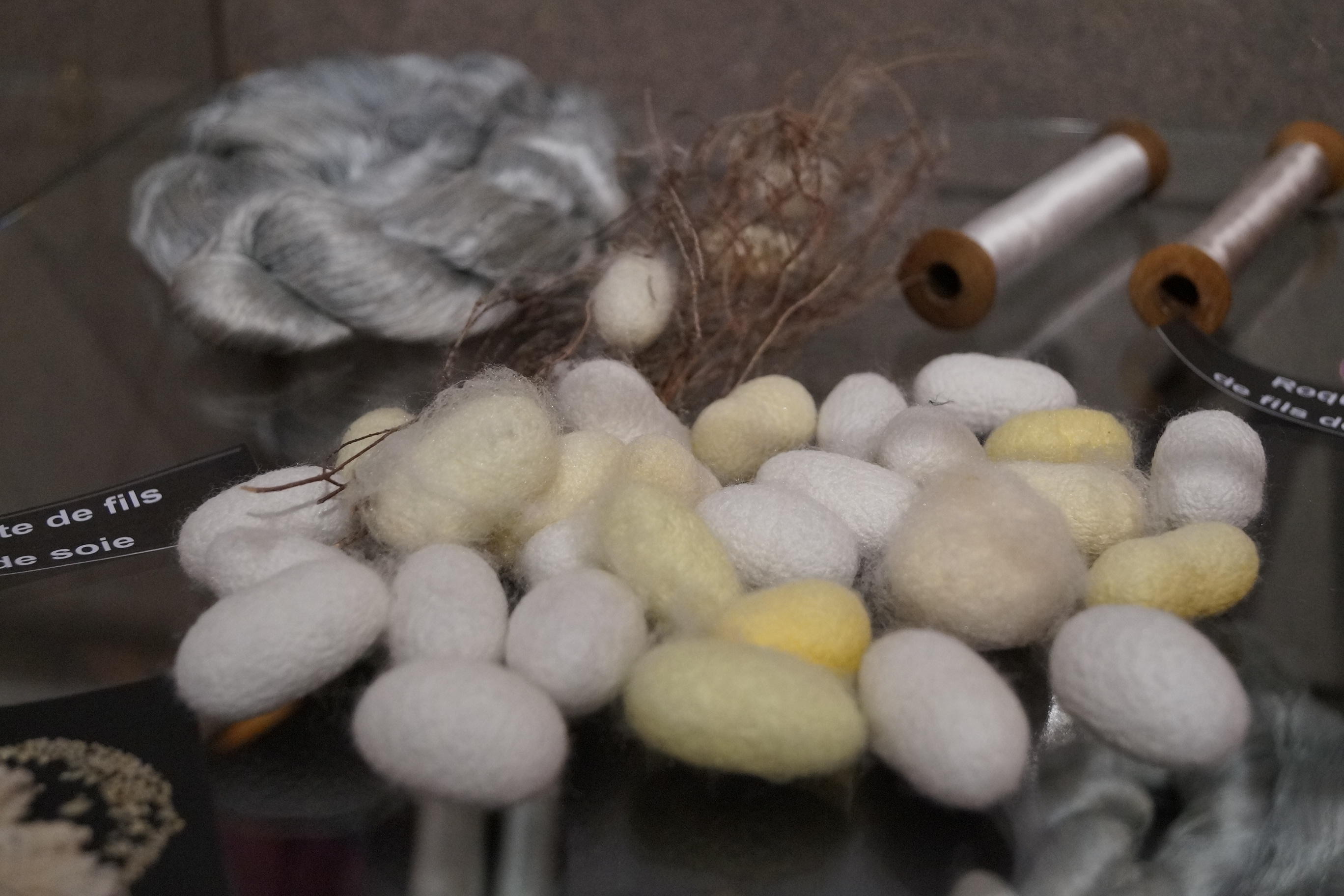
Cocons de vers à soie (Bombyx Mori)
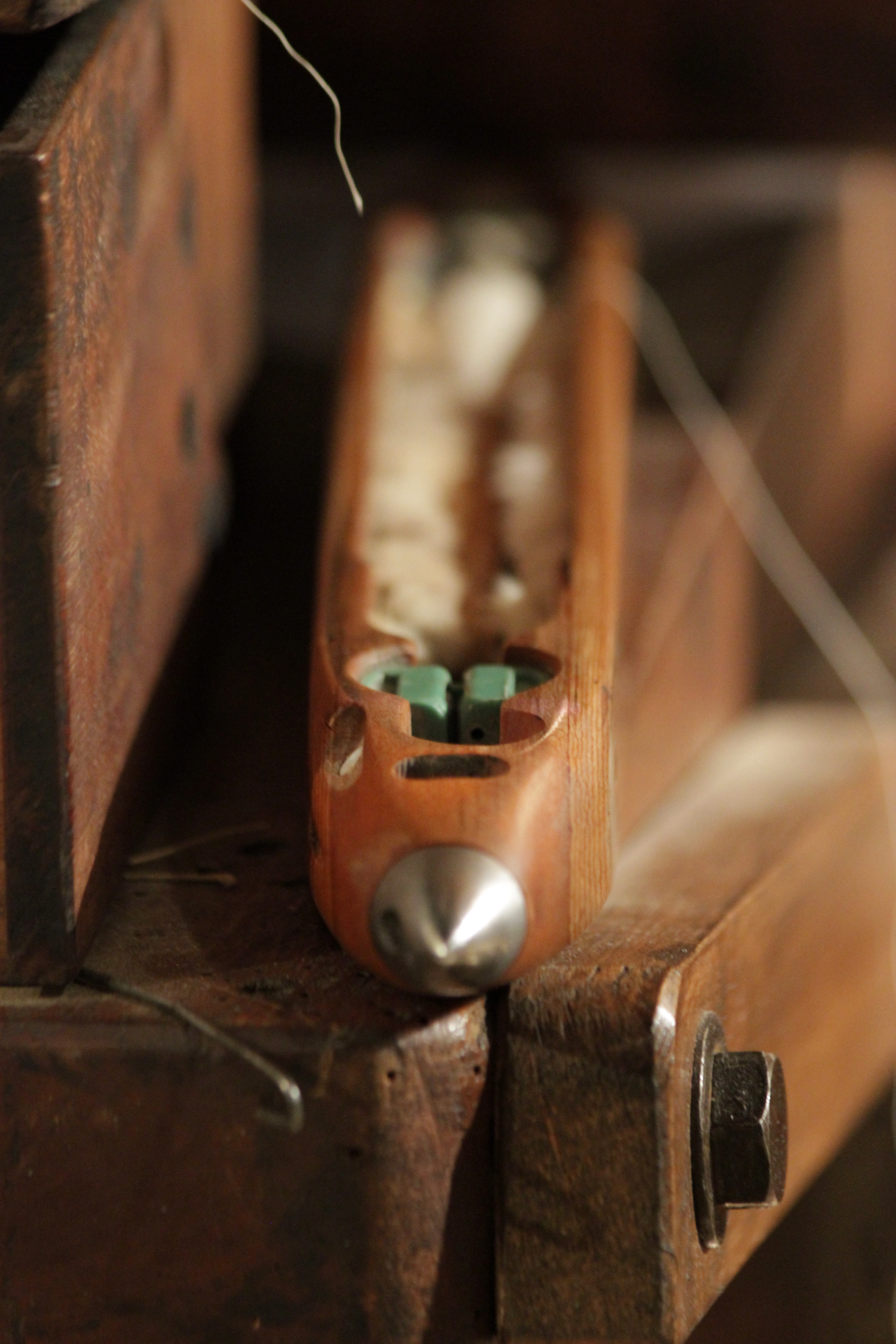
Navette de métier à tisser
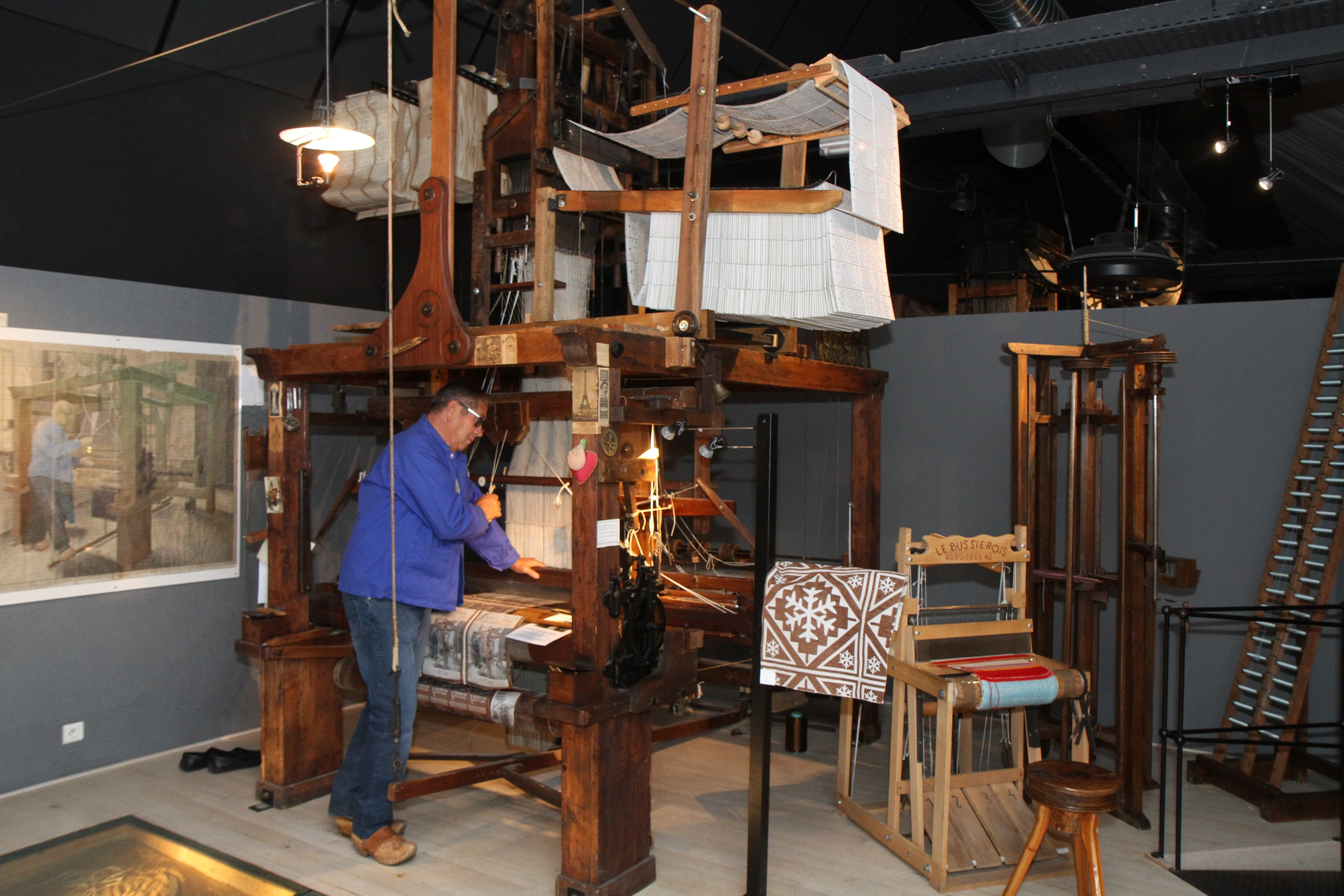
Métier à bras équipé d'une mécanique Jacquard (1850)
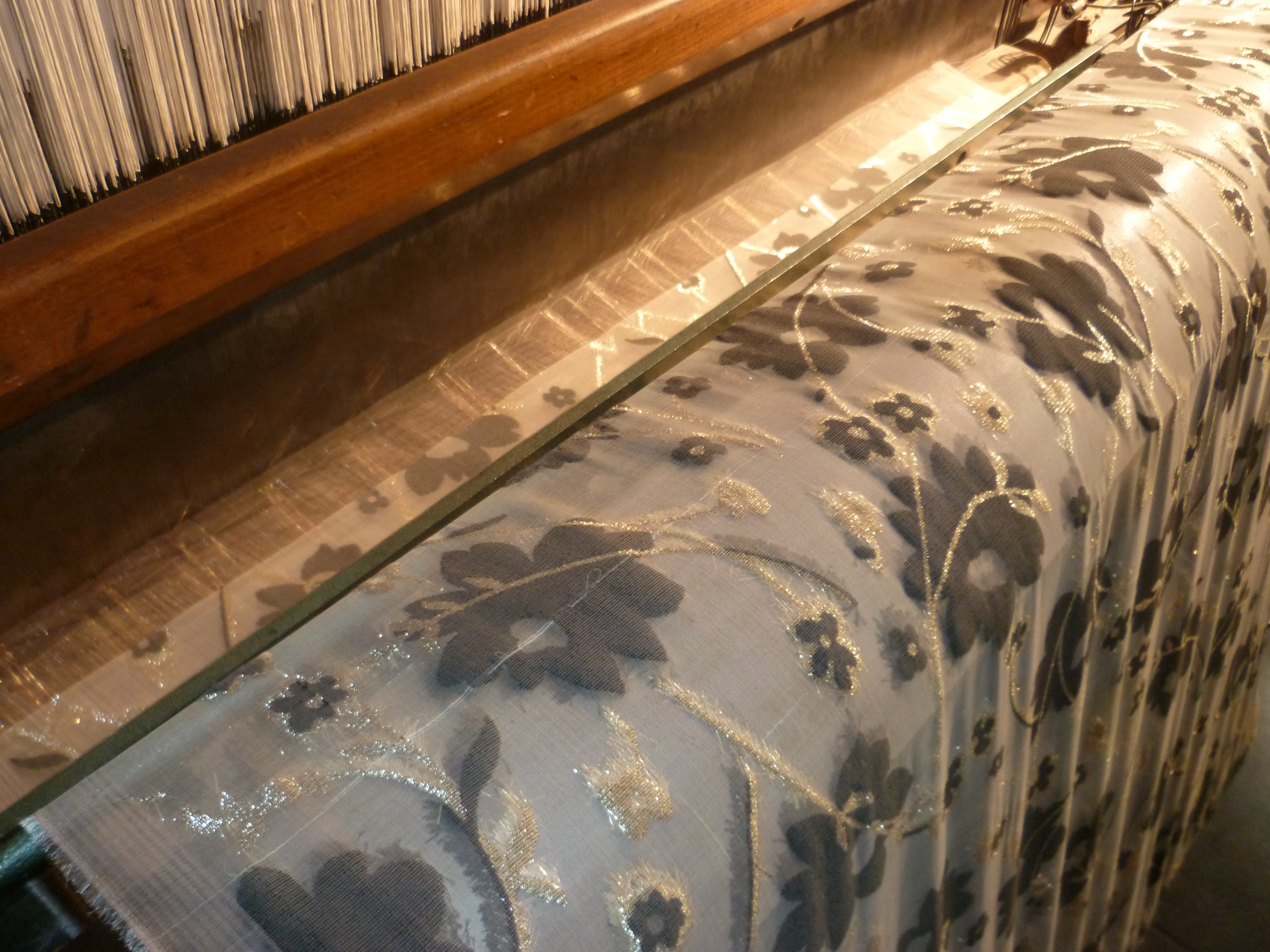
Métier à tisser Béridot (1920), produisant du tissu velours
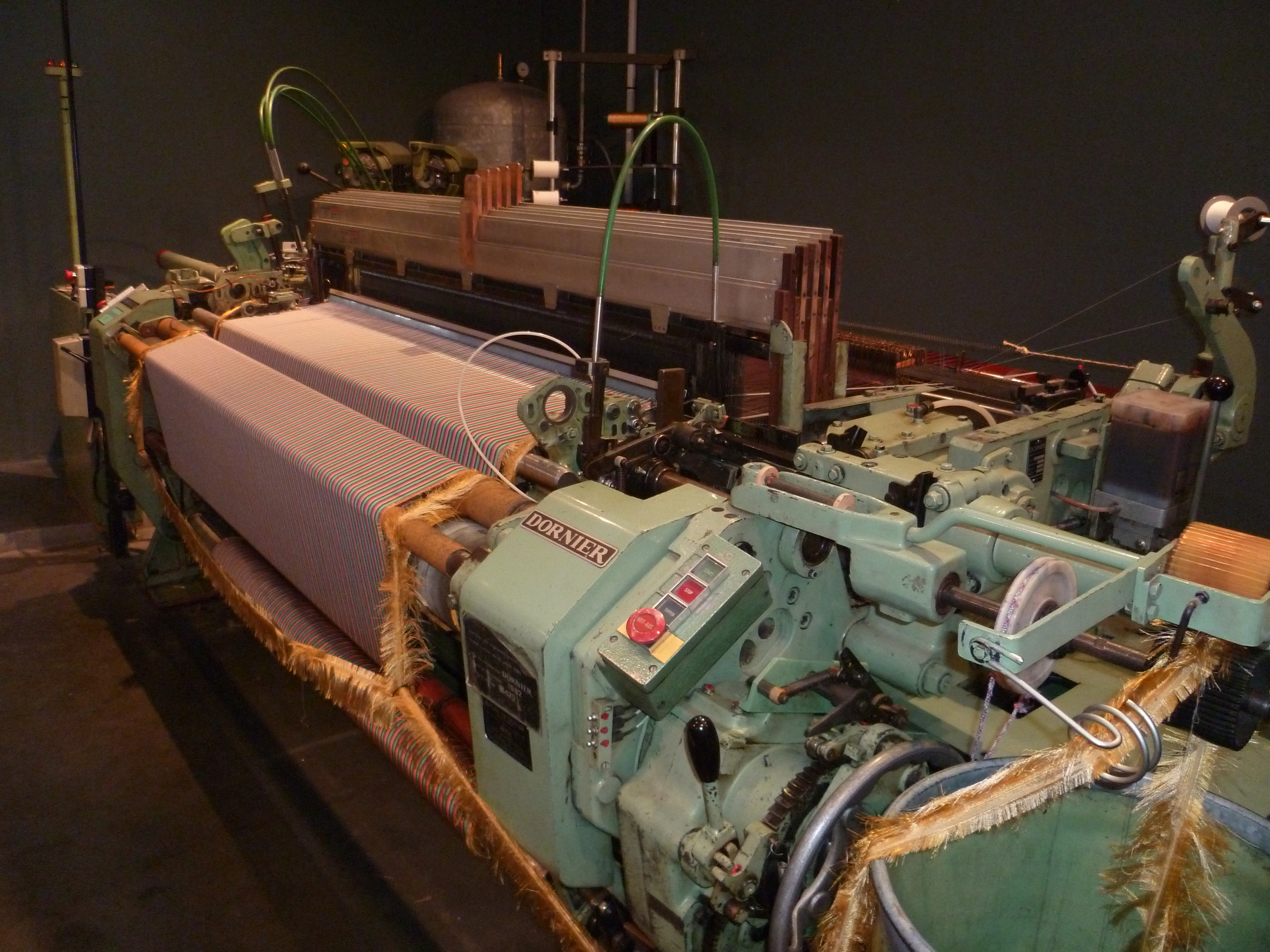
Métier à tisser à lances Dornier (1974)